# Djamil Le Shlag
Djamil Le Shlag, nom d'artiste de Jamil Bouanani, ou Djamil Bouanani, est un humoriste et chroniqueur français, né le 21 avril 1983 à Vichy.
Il débute le stand up en 2013. Il crée ensuite plusieurs spectacles humoristiques qu'il assure seul sur scène. Il est également chroniqueur, sur Radio Nova de 2018 à 2019, puis sur France Inter de 2021 à 2024, puis présentateur sur Radio Nova depuis 2025.

## Biographie
Il naît et grandit à Vichy, quartier des Ailes. Il est issu d'une fratrie de 6 enfants, dans une famille d'origine marocaine. Ses parents sont originaires du Sud du Maroc. Son père est maçon et sa mère femme au foyer. Il suit des études d'histoire et de sociologie, un BTS puis devient commercial. Son surnom shlag vient d'un terme moqueur péjoratif désignant quelqu'un « dans la lune »,, un marginal, voire un toxicomane.
En 2012, il se lance sur scène dans le stand-up et rejoint la région parisienne. En 2017, il lance son premier spectacle, intitulé « Premier round », au Café de Paris à Ménilmontant.
En 2017, il anime une chronique dans Les 30 Glorieuses sur Radio Nova, en compagnie de Yassine Belattar et Thomas Barbazan. Il intègre également le Djamel Comedy Club sur Canal+.
En 2021, Guillaume Meurice lui propose, après un de ses spectacles, d'intégrer l'émission Par Jupiter ! sur France Inter. Il l'a rejointe en septembre 2021, et y anime une chronique hebdomadaire.
Le 5 mai 2024, en soutien à Guillaume Meurice mis à pied par la direction de Radio France pour sa blague sur Benyamin Netanyahou, il démissionne en plein direct pendant l'émission Le Grand Dimanche soir.
En septembre 2024, il lance avec Youness Hanifi, Mazine et son co-auteur et metteur en scène Mounir Soussi le podcast Les Grands Remplaçants,. Le 5 avril 2025, il présente la première émission Les Grands Remplaçants sur Radio Nova.

## Vie privée
En 2024, il est le conjoint de l'écrivaine Faïza Guène,.